# Absolute Proof
Absolute Proof es una película documental  dirigida y protagonizada por Mike Lindell. Fue distribuida por One America News Network y promueve la teoría de la conspiración que Donald Trump ganó las elecciones presidenciales de 2020 en lugar de Joe Biden. El documental fue eliminado por los sitios de alojamiento de videos YouTube y Vimeo por violar los estándares de su comunidad. Absolute Proof ha ganado dos premios: el premio Golden Raspberry a peor película y el premio Golden Raspberry a peor actor (Lindell). Desde entonces, Lindell ha lanzado dos secuelas: Scientific Proof y Absolute Interference.

## Sinopsis
En el documental, Lindell presenta a numerosos expertos en ciberseguridad y personas anónimas cuyo testimonio, afirma, respalda su afirmación de que piratas informáticos chinos e iraníes piratearon las máquinas de votación y cambiaron los votos de Trump a Biden el día de las elecciones.

## Participantes

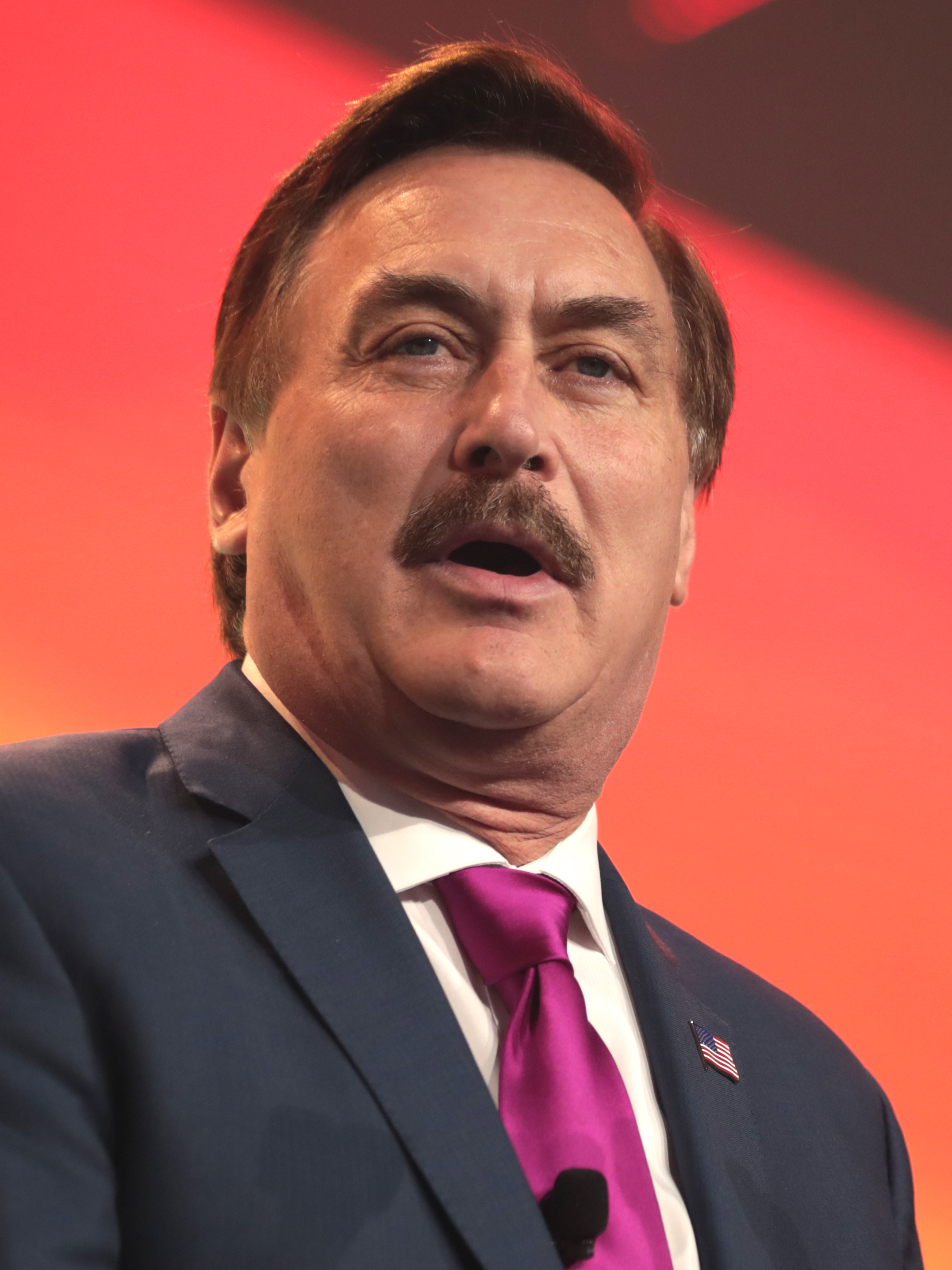
Lindell en diciembre de 2020

- Mike Lindell
- Brannon Howse
- Mary Fanning[2]
- Phil Waldron[3]
- Matthew DePerno[4]

## Antecedentes
El 7 de noviembre de 2020, Joe Biden fue declarado ganador de las elecciones presidenciales de EE. UU de 2020 por la mayoría de las principales organizaciones de noticias. Alegando que el fraude electoral cambió varios millones de votos para Joe Biden, la campaña de Trump y los aliados republicanos desafiaron los resultados de las elecciones. Se presentaron al menos 63 demandas; ninguno tuvo éxito. Trump y sus aliados instaron sin éxito a los funcionarios en los estados en los que Biden ganó a descalificar algunas papeletas y a desafiar los procesos de certificación de votos. Incluso después de que Biden fue investido como el 46 ° presidente de los Estados Unidos el 20 de enero de 2021, Trump y otros, incluido Lindell, continuaron sosteniendo que Trump en realidad había ganado las elecciones.

## Lanzamiento
El 5 de febrero de 2021, One America News Network transmitió en vivo la película en su sitio web. Introducido con un descargo de responsabilidad, la película poco después se volvió viral. Varias horas después de la transmisión en vivo, YouTube y Vimeo eliminaron todas las grabaciones de la película de sus sitios, citando violaciones de los estándares de su comunidad, pero no antes de que tuviera decenas de miles de visitas.

## Recepción
La película fue criticada a nivel nacional por los verificadores de hechos por estar llena de "afirmaciones sin fundamento y desacreditadas". Los principales medios de comunicación como The New York Times también disputó sus afirmaciones.

## Premios
En abril de 2021, Absolute Proof recibió dos premios Golden Raspberry, que parodian los premios tradicionales al honrar las peores películas de un año.
| Año  | Asociación               | Categoría            | Resultado | Ref.   |
| ---- | ------------------------ | -------------------- | --------- | ------ |
| 2020 | Premios Golden Raspberry | Peor película        | Ganadora  | [ 16 ] |
| 2020 | Premios Golden Raspberry | Peor actor (Lindell) | Ganadora  | [ 16 ] |

## Legado
Varios meses después, Lindell lanzó Scientific Proof, una entrevista de una hora con Douglas G. Frank, y Absolute Interference, un documental de dos horas protagonizado por Mike Flynn, que la verificación de hechos de The Dispatch dice "recicla muchas afirmaciones conocidas de fraude electoral que carecen de evidencia".
El 10, 11 y 12 de agosto de 2021, Lindell organizó un "simposio cibernético" en Sioux Falls, Dakota del Sur, que prometió produciría "pruebas irrefutables" de sus afirmaciones de que piratas informáticos extranjeros habían robado las elecciones. Sin embargo, el experto cibernético que había contratado para analizar su evidencia dijo que no podía confirmar esa afirmación. Justo cuando el simposio estaba a punto de comenzar el 10 de agosto, el sitio web de Lindell, LindellTV, estuvo inoperativo durante aproximadamente una hora; un problema que Lindell dice, sin proporcionar pruebas, fue el resultado de un pirateo.
 